# Gmina związkowa Sprendlingen-Gensingen
Gmina związkowa Sprendlingen-Gensingen (niem. Verbandsgemeinde Sprendlingen-Gensingen) – gmina związkowa w Niemczech, w kraju związkowym Nadrenia-Palatynat, w powiecie Mainz-Bingen. Siedziba gminy związkowej znajduje się w miejscowości Sprendlingen.

## Podział administracyjny
Gmina związkowa zrzesza dziesięć gmin wiejskich:
1. Aspisheim
2. Badenheim
3. Gensingen
4. Grolsheim
5. Horrweiler
6. Sankt Johann
7. Sprendlingen
8. Welgesheim
9. Wolfsheim
10. Zotzenheim